# Эбигейл (актриса)
Эбигейл Роган (англ. Abigail Rogan; род. 23 июля 1946 года, Лондон, Великобритания) — английская и австралийская актриса. Известна также как Эбигейл.

## Биография
Мать Эбигейл родилась на Шри-Ланке и относилась к этносу бюргеры. Эбигейл получила образование во Франции. Начала свою карьеру с шоу-бизнеса в родной стране.
В 1968 году Эбигейл эмигрировала в Перт в Австралию. Здесь в 1971 году она изучала гражданское строительство и одновременно занималась театральным искусством, играла комедийные роли. Затем переехала в Сидней.
В середине 70-х годов Эбигейл стала секс-символом Австралии, когда она начала сниматься в сериале «Номер 96» обнажённой. В 1973 году Эбигейл покинула этот сериал, и на её роль взяли другую актрису. В том же году Эбигейл опубликовала автобиографию «Call Me Abigail». За 2 недели продали 150 тысяч её экземпляров. Кроме того, Эбигейл попробовала себя в музыкальной карьере, вместе с Сержом Генсбуром она исполнила песню «Je t’aime… moi non plus».
В ноябре 1976 года Эбигейл вернулась в сериал «Номер 96» и сыграла ещё в 2-х эпизодах. А в 1977 году этот сериал прекратился. Также в этом году Эбигейл принимала участие в фильме «Летний город», где впервые Мелу Гибсону досталась главная роль.
В 1983 году Эбигейл была на гастролях в Новом Южном Уэльсе и Квинсленде. Последний раз она появлялась на телевидении в 2002 году.
В 2006 году на свой юбилей Эбигейл давала интервью на радио. В то время она жила в Голд-Косте. У Эбигейл также был муж Эйдриан Райт, который тоже актёр.
Эбигейл Роган известна по таким фильмам и сериалам, как: «Элвин Пёрпл», «Эскимоска», «Элайза Фрейзер», «Летний город», «Мелвин, сын Элвина», «Все мысли о пятнице», «Смертельная тайна горы Шер», «Номер 96», «Молодые врачи», «Соседи», «Элли и Джулс», «Шансы», «Пороги времени» и др.